# Edgardo Galíndez
Edgardo Sebastián Galíndez (Tucumán, Argentina; 1 de diciembre de 1982) es un futbolista y entrenador argentino juega de lateral izquierdo en Concepción FC del Torneo Regional Amateur, donde además dirige junto a Raúl Saavedra.

## Carrera
Comenzó su carrera en 2001 jugando para Atlético Tucumán. Jugó para el club hasta 2004. En ese año se pasó a Ferro, en donde estuvo hasta el año 2005. En ese año se fue al Aldosivi, jugando ahí hasta 2006. En ese año se pasó a Talleres de Córdoba. En 2007 se pasó a San Martín de Tucumán. En ese año regresó a Talleres de Córdoba, el cual dejó en 2010. En ese año se pasó al Juventud Unida Universitario, en donde estuvo hasta 2011. En ese año regresó a Atlético Tucumán. En 2014 pasa a San Lorenzo de Alem permaneciendo hasta fin de año.
En 2015 firma para Juventud Antoniana para diputar el Torneo Federal A.
En 2018 se retiró convirtió en nuevo DT de Concepción FC haciendo dupla con su excompañero Raúl Saavedra.

## Clubes
| Club                         | País      | Año       |
| ---------------------------- | --------- | --------- |
| Atlético Tucumán             | Argentina | 2001-2004 |
| Ferro                        | Argentina | 2004-2005 |
| Aldosivi                     | Argentina | 2005-2006 |
| Talleres de Córdoba          | Argentina | 2006      |
| San Martín de Tucumán        | Argentina | 2007      |
| Talleres de Córdoba          | Argentina | 2007-2010 |
| Juventud Unida Universitario | Argentina | 2010-2011 |
| Atlético Tucumán             | Argentina | 2011-2014 |
| San Lorenzo de Alem          | Argentina | 2014      |
| Juventud Antoniana           | Argentina | 2015      |
| Concepción FC                | Argentina | 2016      |
| San Jorge de Tucumán         | Argentina | 2016–2017 |
| Concepción FC                | Argentina | 2017 -    |